# Otto Polacsek
Otto Polacsek (23. června 1904 – ?) byl rakouský rychlobruslař.
Na mezinárodních závodech debutoval v roce 1925 – tehdy vyhrál Mistrovství Evropy a skončil osmý na Mistrovství světa. Svoji druhou medaili z kontinentálního šampionátu, stříbrnou, vybojoval na ME 1926. Startoval na Zimních olympijských hrách 1928, kde jeho nejlepším výsledkem byla osmá příčka v závodě na 5000 m (dále se umístil na 21. místě v závodě na 500 m; na distanci 10 000 m byl průběžně třetí – závod však byl zrušen). Poslední starty absolvoval v roce 1929, kdy na evropském šampionátu skončil sedmý.